# Allaine
L'Allaine è un fiume che scorre nel Distretto di Porrentruy nel Canton Giura in Svizzera e nei dipartimenti Territorio di Belfort e del Doubs nella regione della Borgogna-Franca Contea in Francia. Dopo la sua confluenza con la Bourbeuse prende il nome di Allan. Sfocia nel Doubs, affluente della Saona.

## Geografia
Nasce a nord di Charmoille e ben presto si dirige ad ovest, toccando alcuni paesi prima di Porrentruy, dove riceve il Creugenat e vira in modo deciso a nord-ovest, scorrendo in una valle più tortuosa. Entra in Francia tra Boncourt e Delle, quindi torna a dirigersi ad ovest. Dopo la confluenza con la Borbeuse, segna per alcuni chilometri il confine tra il  Territorio di Belfort ed il dipartimento del Doubs. Riceve da destra la Savoureuse a Sochaux e, bagnata Montbéliard, si getta nel Doubs.

## Idrografia
La stazione idrometrica di Courcelles-lès-Montbéliard si trova subito prima della confluenza con il Doubs.